# Francisco Chahuán
Francisco Javier Chahuán Chahuán (Viña del Mar, 20 de mayo de 1971) es un abogado y político chileno de origen palestino. Actualmente es senador por la Circunscripción 6 (Región de Valparaíso). 
En 2005 fue elegido diputado de la República de Chile por el distrito Nº14, correspondiente a las comunas de Viña del Mar y Concón, cargo que comprende el período 2006-2010. En marzo de 2010 asumió como senador por la Región de Valparaíso Costa o VI circunscripción, convirtiéndose en el primer parlamentario de centroderecha de origen palestino en integrar la Cámara alta. Fue vicepresidente nacional de RN, cargo que ejerció de 2006 hasta 2014. En noviembre de 2017, fue reelecto por el período 2018-2026. En 2021 fue electo presidente de su partido.

## Biografía

### Familia
El apellido Chahuán proviene de Beit Yala, siendo una de las primeras familias palestinas en llegar a Chile.
Sus padres son los primos Lidia Chahuán Issa y Fuad Chahuán Aguad, quienes contrajeron matrimonio en 1969. Fuad era Químico Farmacéutico y dueño de las farmacias Esmeralda, en Valparaíso, y Unión, en La Calera, mientras que Lidia es Abogada y, desde el año 2004, notario en la comuna de La Calera. De este matrimonio nacieron, además de Francisco, Carolina y Álvaro. Francisco nació en Viña del Mar, el 20 de mayo de 1971, en la Clínica Miraflores. Fuad falleció cuando Francisco tenía 21 años.
Está casado con la abogada Sandra Ibáñez Chesta, Jueza del Tribunal de Familia de Viña del Mar, con quien tiene 4 hijos.

### Estudios
Estudió en el Instituto Rafael Ariztía en Quillota, en el Colegio Árabe de Viña del Mar y en el Colegio de los Sagrados Corazones de Viña del Mar, egresando en 1988. 
En 1989, ingresó a la Escuela de Derecho de la Universidad de Valparaíso. Se licenció en 1993 con la memoria "Análisis histórico-jurídico del conflicto árabe-israeli". Mientras era universitario, fue dirigente de la Unión General de Estudiantes Palestinos, director de la Federación Palestina de Chile y del Club Palestino, además de colaborador de la Fundación Belén 2000.
Una vez titulado de Abogado, realizó varios estudios de postgrado, como los dos Diplomados realizados en la Universidad de Valparaíso, en 1995 en "Instituciones Jurídicas Fundamentales" y en 1996 en "Negociaciones y Acuerdos en el Campo Jurídico". En 1997 realizó un postítulo como auditor ambiental interno ISO 14001, para el cumplimiento de normas ambientales. En 2000 y 2002 realizó un Diplomado en la Universidad Andrés Bello en "Teoría y Herramientas de Proyecto de Negociación de Harvard" por el CMI International Group, EE. UU. Fundación Chile. En 2003 hizo un Diplomado en "Propiedad Intelectual", por la Organización Mundial de la Propiedad Intelectual, Suiza. También obtuvo los diplomados en Prospectiva e Inteligencia durante el año 2023, Ciberseguridad (2024), Hacia dónde va el mundo (2024), y actualmente cursa otro sobre Metodología y Prospectiva, todos impartidos por la Facultad Latinoamericana de Ciencias Sociales.
En 2024 se graduó del Máster en Relaciones Internacionales con especialidad en Tolerancia y Paz por la Universidad Católica San Antonio de Murcia y actualmente cursa la Maestría en Prospectiva Estratégica en Facultad Latinoamericana de Ciencias Sociales.

### Carrera profesional
Ha desempeñado diversas labores profesionales, como asesorías jurídicas, entre las que destacan las realizadas al senador Sergio Romero Pizarro, entre 1991 y 1993. Entre 1994 y 1997 trabajó como abogado de empresas e instituciones tales como Frigorífico Osorno S.A., Procobro, y la Sociedad Comercial Cordillera, entre otras. En 1997 se desempeñó como abogado de la Ilustre Municipalidad de Limache, además de asesor legislativo del Senado. Ese año se integró a Empresas Melón S.A, donde posteriormente asumió la Gerencia de Asesorías Legales. Durante ese período formó parte del Directorio de distintas empresas del Grupo Melón, entre las que se cuenta Grau S.A., Hormigones Premix S.A. y Melón S.A. 
En 2000 fue nombrado abogado ad honorem de la Agrupación de Padres de Niños con Fibrosis Quística y de la Agrupación de Enfermos Terminales y Catastróficos de Chile, desde donde logró un fallo histórico: que la Quinta Sala de la Corte de Apelaciones de Santiago acogiera en forma unánime un recurso de protección interpuesto en favor de Carlos Leonel Sánchez Andrade, ordenando al Ministerio de Salud y a sus órganos asistenciales otorgarle atención médica y farmacológica "integral, preferente y gratuita que le permita sobrellevar la paraplejia y sus secuelas", garantizando el derecho a la vida, igualdad ante la ley y protección de la salud que se consagra en el artículo 19 de la Constitución.  En ese contexto, también presentó denuncias en contra del estado de Chile ante la Comisión Interamericana de Derechos Humanos para lograr el acceso de enfermos con fibrosis quística al plan Auge.
Entre 2000 y 2004 fue presidente de la ONG Frente por la Vida y Acción Solidaria. En 2001 fue nombrado Secretario General de la Asociación Nacional de Arideros de Chile, y ese mismo año ingresó como panelista al programa El termómetro de Chilevisión, hasta el fin de sus emisiones,  en 2006. En el 2002 fue cofundador de la Plataforma Social Chilena por la Paz que, junto a figuras como Gladys Marín, se opuso a la intervención militar de Estados Unidos en Irak.
Participó en la Primera Marcha Nacional de enfermos terminales de Chile, solicitando un fondo nacional de medicamentos para cubrir las necesidades de enfermedades catastróficas, raras o infrecuentes. 
Interpuso una denuncia en contra del Estado de Chile ante la Comisión Interamericana de Derechos Humanos para lograr el acceso de enfermos con fibrosis quística al plan Auge, entre ellos el caso de Cony Ossa, niña que nació con fibrosis y debió viajar a Italia junto a su padre por más de 7 años para poder llevar a cabo el tratamiento y optar a los medicamentos que la mantuvieran con vida. 
En 2014, crea la fundación Vamos que se Puede, cuyo objetivo fue localizar familias vulnerables que necesitaban urgentemente de la intervención para generar un cambio definitivo en sus vidas, contribuyendo a la reducción de la pobreza y la desigualdad en Chile.

## Carrera política

### Inicios
En 1987, fue cofundador del movimiento laical de los Sagrados Corazones (SSCC) realizando misiones pastorales durante más de 8 años en comunidad como Huara, Huarasiña, Tarapacá, Colchane, entre otras, y en los sectores altos de Viña del Mar y Valparaíso. En 1990, durante su tercer año universitario fue elegido secretario general de la Federación de Estudiantes, y al año siguiente, fue elegido Vicepresidente de la Federación de Estudiantes. 
En 1995 fue elegido consejero general de Renovación Nacional; ese mismo año y hasta 1997 fue presidente de la Juventud RN en la Región de Valparaíso. En 1997 fue elegido miembro de la Comisión Política de Renovación Nacional, cargo que desempeña hasta 2006. Entre 1997 y 1999 fue secretario General Regional de Renovación Nacional en la misma región, pasando a ser presidente distrital de Renovación Nacional para Viña del Mar y Concón. En 2002 y hasta 2005 fue primer vicepresidente regional de Renovación Nacional de la Región de Valparaíso, y en 2005 fue elegido vicepresidente Nacional de Renovación Nacional, para el período de 2006-2008, cargo para el que ha sido reelecto en cuatro ocasiones consecutivas.

### Diputado
En el 2005 se presentó como candidato a diputado por Renovación Nacional en la Región de Valparaíso, por el distrito Nº14, correspondiente a las comunas de Viña del Mar y Concón para el período parlamentario 2006-2010. Para ello renunció a la gerencia legal de Cemento Melón. En esta elección compitió contra Rodrigo González Torres (PPD), quien había sido alcalde de Viña del Mar y diputado por el período 2002-2006 y que iba a reelección, y Gonzalo Ibáñez Santa María (UDI), ex Rector de la Universidad Adolfo Ibáñez y diputado desde 1998, quien iba a su segunda reelección. Finalmente en diciembre de ese año resultaron elegidos González y Chahuán, quien venció por un estrecho margen al diputado de la UDI.
Comenzó sus labores parlamentarias el 11 de marzo de 2006, pasando a formar parte de las Comisiones de Salud y de Derechos Humanos de la Cámara de Diputados. En sus primeras intervenciones en la Hora de Incidentes, solicitó información sobre la construcción de una Planta Termoeléctrica en Concón, además de defender la permanencia del Congreso Nacional en Valparaíso. Posteriormente, su trabajo parlamentario se caracteriza por abordar temas de salud, como la incorporación de la fibrosis quística al Plan AUGE y la fiscalización del Hospital Gustavo Fricke de Viña del Mar; temas ciudadanos, como la regularización de las antenas de celulares y la derogación del 7% de cotización de los jubilados; y temas políticos, como la limitación de la reelección de diputados y senadores, y descuentos salariales para los parlamentarios que no cumplan con sus labores.
Fue uno de los diputados con más asistencia a las sesiones, con 99,54%, y el que más iniciativas legales ingresó a la Cámara en ese período legislativo, con 259 proyectos. Durante su labor como diputado, fue sindicado por un reportaje de Ciper Chile de recibir correos electrónicos por parte del controlador de SOQUIMICH Julio Ponce Lerou con minutas para establecer modificaciones a diferentes leyes medioambientales promulgadas durante el año 2018, las cuales buscaban restarle facultades a la Superintendencia del Medio Ambiente y así favorecer los negocios de la compañía.

### Senador

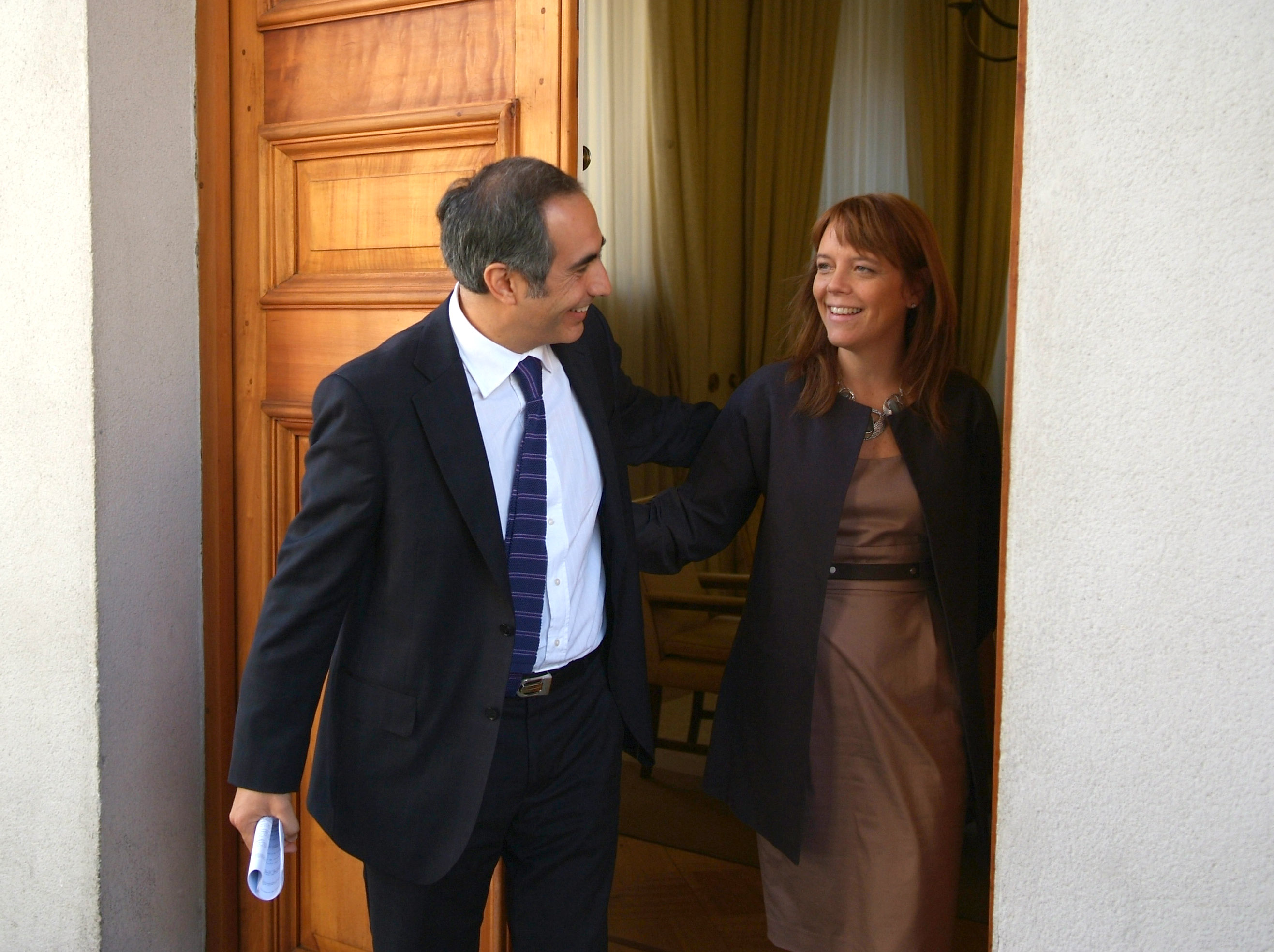
Chahuán junto a Ena von Baer en 2011.

El 17 de marzo de 2009, fue oficializado por Renovación Nacional como candidato a senador por la Quinta Región Costa. En ese momento, su compañero de lista sería el excomandante en Jefe de la Armada y senador por al zona, Jorge Arancibia (UDI). Sin embargo, tras una sondeo publicado por el Centro de Encuestas del diario La Tercera en el mes de mayo, el 25 de ese mes, Arancibia declinó postular nuevamente por el escaño senatorial, y solicitó al excandidato presidencial de la UDI, Joaquín Lavín, que asumiera la candidatura por la Quinta Región Costa, la que Lavín finalmente aceptó el 1 de junio.
En diciembre de 2009, fue elegido senador de la República en representación del Partido Renovación Nacional por la Sexta Circunscripción (Valparaíso Costa), Región de Valparaíso, dentro del pacto Coalición por el Cambio (periodo legislativo 2010 a 2018). Durante los primeros 4 años del mandato popular integró las comisiones de Salud; Desafíos de Futuro; y de Transportes y Telecomunicaciones. Presidió esta última entre 2012 a 2014, lapso durante el cual propició el despacho de proyectos tales como la Ley de Antenas y de Televisión Digital. De sus iniciativas legales presentadas, hoy son ley la que busca prevenir y sanciona de hechos de violencia en recintos deportivos; la que fija una tasa máxima convencional; la de tuición compartida; y la que permite izar el pabellón patrio cualquier día del año, entre otras.
En 2013 fue sondeado como posible precandidato presidencial para la elección presidencial por parte de su partido, tras la renuncia de Pablo Longueira, más dicha precandidatura no fructífero. En julio de ese mismo año, generó polémica declarando en Radio Zero sobre el aborto terapéutico en Chile, defendiendo que el aborto siguiera penalizado en Chile, indicando que esta medida podía facilitar el abuso sexual y las violaciones.
En noviembre del 2017 fue reelecto por la 6.ª Circunscripción (V región) para el período 2018-2022, con 150 mil votos.  Forma parte de la Comisión de Salud; Transporte y Telecomunicaciones; Desafíos del Futuro, Ciencia, Tecnología e Innovación. Comisión Especial de Zonas Extremas y Territorios Especiales. 
En 2018, criticó al Gobierno de Sebastián Piñera por un mal gobierno, además de haber hecho malas elecciones en su gabinete, y en particular el nombramiento de la entonces Ministra de las Culturas Alejandra Pérez Lecaros, de la cual expresó durante un consejo de Renovación Nacional en la Región de Valparaíso que debía ser sacada a patadas del Gobierno. Tras las críticas generada por sus dichos, pidió disculpas mediante sus redes sociales.
Es el parlamentario con más proyectos de ley presentado en el Congreso, con 598, según el registro de la web del Senado. En septiembre de 2020, según un reportaje, se indicó que al menos 16 proyectos de los presentados por Chahuán son inconstitucionales. Dentro de los proyectos presentados, en marzo de 2020 presentó un proyecto de ley el cual castigaba con pena de cárcel el participar en aglomeraciones violentas, aún sin cometer un delito en estas. También presentó un proyecto de ley que postulaba establecer un piso mínimo de votación para el Plebiscito nacional de Chile de 2020, lo cual fue criticado tanto por la oposición como por el SERVEL.
Durante la discusión del proyecto de reforma constitucional que regula el financiamiento y la propaganda de las campañas para el plebiscito constituyente en agosto de 2020, Chauhán, quien se creía ausente de la votación, apareció conectado por vía telemática a través de Zoom Video, con un fondo que simulaba ser una oficina, cuando al parecer se encontraba en su auto viajando.
El 8 de enero de 2021, anuncia su precandidatura presidencial para la elección presidencial por parte de su partido, más el 21 de enero renunció a esta. Ante sus intenciones presidenciales, Mario Desbordes indicó que "Francisco Chahuán ha planteado que quiere ser candidato presidencial en los últimos 15 años y no lo marca en las encuestas. Tiene que marcar en las encuestas por supuesto. (...) Por ahora, no marca y eso hace que sea difícil".
En enero de 2022, tras la victoria de Gabriel Boric en las Elección presidencial de 2021, anunció la implementación por parte de su conglomerado de un Gabinete en la sombra con ministros alternos a los del Gobierno electo, anunció que trajo burlas y mofas por parte de las redes sociales como también por parte del diputado Gonzalo Winter. El 19 de enero, los demás personeros de Chile Vamos se desmarcaron de dicha idea, indicando que era sólo una idea de él y que habían temas más urgentes que discutir.
En agosto de 2022, presentó una denuncia ante la Contraloría General denunciando a la Seremi de Transporte de Valparaíso, debido a una denuncia ciudadana en donde se acusaba que un letrero electrónico ubicado en la vía Troncal Urbano, que une las ciudades de Quilpué con Viña del Mar, contenía un mensaje a favor de la opción del Apruebo con vistas al Plebiscito constitucional. Lo publicado en dicha pantalla era "PRUEBAPRUEBAPRUEBA". Esta denuncia recibió críticas por parte del diputado Luis Cuello, quien lo instó a denunciar cosas serias.

## Condecoraciones

### Condecoraciones extranjeras
- Gran Cruz de la Orden del Mérito Civil ( España, 4 de marzo de 2011).[43]

- Orden del Sol Naciente, Rayos dorados con cinta al cuello (3ra Clase) ( Japón, 25 de marzo de 2025).[44]

## Historial electoral

### Elecciones parlamentarias de 2005
- Elecciones parlamentarias de 2005, a Diputado por el distrito 14 (Viña del Mar y Concón)[45]

### Elecciones parlamentarias de 2009
- Elecciones parlamentarias de 2009, para Senador por la Circunscripción 6, Quinta Costa (Algarrobo, Cartagena, Casablanca, Concón, El Quisco, El Tabo, Isla de Pascua, Juan Fernández, San Antonio, Santo Domingo, Valparaíso y Viña del Mar)[46]

### Elecciones parlamentarias de 2017
- Elecciones parlamentarias de 2017 para senador por la 6.ª Circunscripción (Región de Valparaíso)[47]

## Publicaciones
- Solidaridad ahora (1988).
- Testamento de simples palabras (1992).
- La solidaridad como fundamento de los derechos en el marco del régimen democrático (1996).
- Navegando hacia mi padre y al encuentro del hijo (2001).
- La palabra de Dios no tiene idiomas (2015).
- Semillas de futuro. Voces para el Chile 2030 (2015).
- Modernización del Ministerio de Relaciones Exteriores: un paso necesario (2017).
- Pequeñas letras (2017).
- Diagnóstico político para la acción (2017).
- Lineamientos Estratégicos sobre Política Nacional de Puertos (2018).
- Historia de Renovación Nacional (2023)
- Gobernanza anticipatoria. Una institucionalidad de prospectiva para Chile (2024)
- Del Genocidio al Estado Palestino (2025)

- Gustavo Lorca Rojas, Hombre de bien, ejemplo de buena política (2016).

En coautoría con Francisco Sánchez y Diego Piedra
- 1978: Tempestad en el Beagle (2018).